# John Tong Hon
John Tong Hon, né à Hong Kong le 31 juillet 1939, est un évêque catholique chinois, évêque du diocèse de Hong Kong de 2009 à 2017 et cardinal depuis 2012.

## Repères biographiques

### Prêtre et évêque
John Tong Hon est ordonné prêtre le 6 janvier 1966 par le pape Paul VI pour le diocèse de Hong Kong.
Le 13 septembre 1996, Jean-Paul II le nomme évêque auxiliaire de ce même diocèse, avec le titre d'évêque titulaire (ou in partibus) de Bossa (de). Il est consacré le 9 décembre 1996 par le cardinal John Baptist Wu Cheng-Chung alors évêque du diocèse, avec comme co-consécrateurs Peter Seiichi Shirayanagi et Charles Asa Schleck (en).
Le 30 janvier 2008, il devient évêque coadjuteur de Hong Kong et il succède au cardinal Joseph Zen comme évêque titulaire du diocèse de Hong Kong le 15 avril 2009. Il se retire le 1er août 2017 à l'âge de soixante-dix-huit ans.

### Cardinal
Il est créé cardinal par Benoît XVI lors du consistoire du 18 février 2012 au titre de la Regina Apostolorum. Il participe au conclave de 2013 qui élit François.
Le 8 mars 2014, il est nommé membre pour cinq années du conseil pour l'économie.
Il atteint la limite d'âge le 31 juillet 2019 et ne pourra pas prendre part aux votes du prochain conclave.

## Succession apostolique
John Tong Hon a ordonné les évêques suivants :
- Évêque Michael Yeung (en) (2014)
- Évêque Stephen Lee Bun-sang (pt) (2014)
- Évêque Joseph Ha (en), O.F.M. (2014)
- Cardinal Stephen Chow Sau-yan, S.I. (2021)